# نگارگری گورکانی

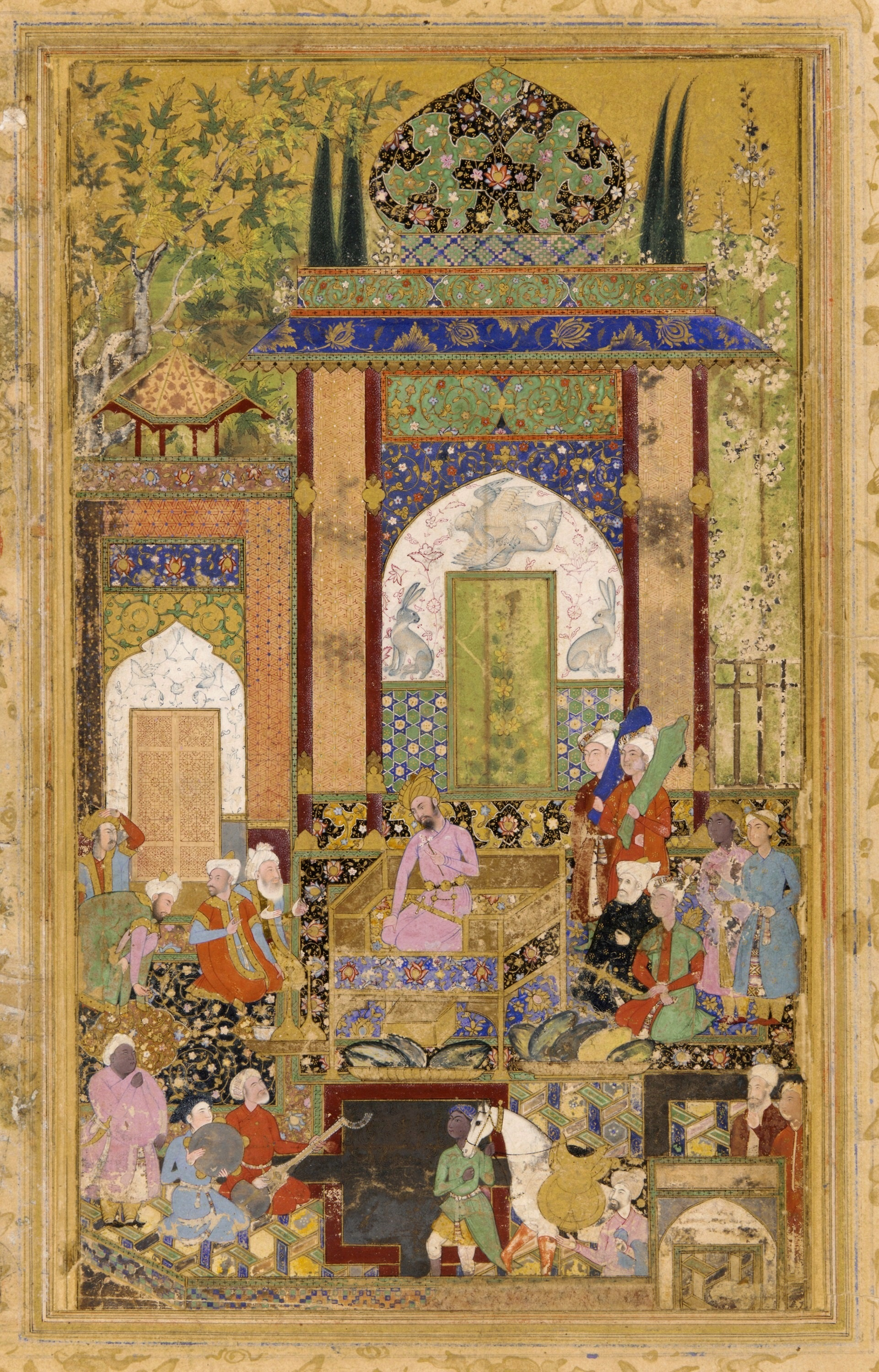
دربار بابر اثر فرخ بیگ از کتاب روضه الصفا

نگارگری گورکانی نوعی از نگارگری رایج در آسیای جنوبی است که بیشتر به طراحی مینیاتور می‌پردازد. این نوع نگارگری خود برآمده از نگارگری ایرانی است. نگارگری گورکانی علاوه بر ایران و چین از شیوه‌های بومی مثل نقاشی چین، هندو و بودایی نیز تأثیر گرفته‌است. دوران امپراتوری گورکانی اوج این نوع از هنر بود.

## تاریخچه
بعد از به قدرت رسیدن همایون شاه به کمک صفویان، دورهٔ اوج و شکوفایی نگارگری گورکانی شروع می‌شود و سپس از طریق سه نسل، اکبر شاه، جهانگیرشاه و شاه جهان ادامه پیدا می‌کند.

### همایون (۱۵۳۰ تا ۱۵۵۶ میلادی)

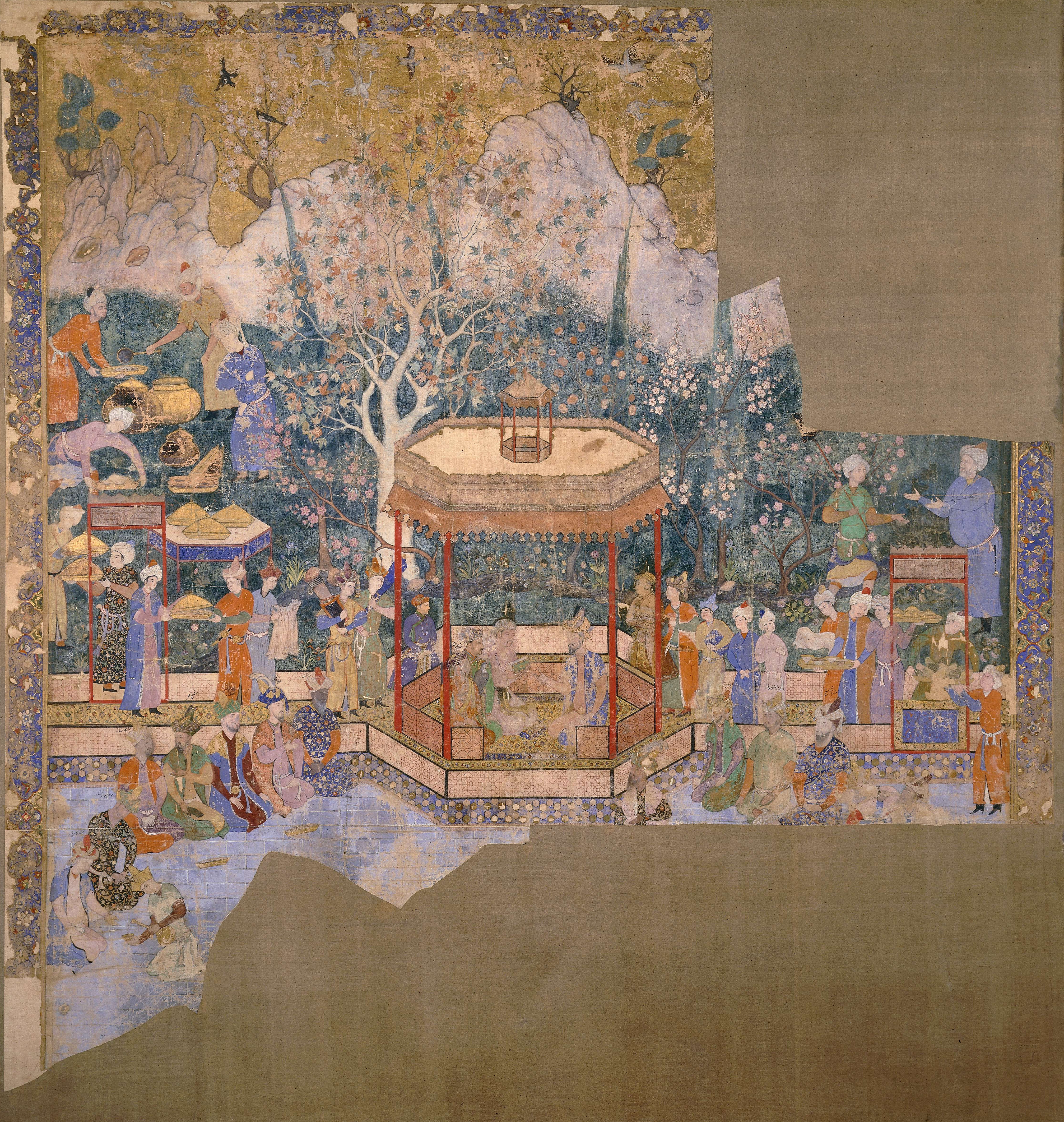
شاهزادگان قصر تیمور، اثر عبدالصمد، ۱۵۵۰–۱۵۵۵ میلادی، در این اثر بعدها نگاره‌هایی در زمان جهانگیرشاه اضافه شد.

همایون بعد از اوضاع نابسامان کشورش به کشور همسایهٔ خود، یعنی ایران مهاجرت می‌کند و در دربار شاه طهماسب صفوی پناهنده می‌شود و درخواست کمک می‌کند. او در زمان اقامت خود در آنجا شاهد هنر نگارگری ایرانی بود و به آن علاقه پیدا کرد و حتی در یکی از نقاشی‌های معمول آن زمان بر روی یک پارچه و احتمالاً در کابل به نام شاهزادگان قصر تیمور نقاشی شد. همایون هنگام بازگشت، به همراه خود دو هنرمند برجستهٔ ایرانی به نام‌های عبدالصمد و میرسیدعلی را به هند برد. برادر او کامران میرزا کارگاهی نگارگری در کابل ترتیب داده بود و احتمالاً او این دو هنرمند را از آنجا به ارمغان برده‌است. برجسته‌ترین اثر نگارگری در دربار همایون، کتاب خمسه نظامی با ۳۶ تصویر است که به سبک‌های مختلف تصویرسازی شده‌است. در برخی از نگارگری‌ها، خانوادهٔ همایون موضوع تصاویر هستند، سوژه‌ای که در نگارگری ایرانی دیده نمی‌شود.